# Manuel Ayau
Manuel Francisco Ayau Cordón (27 de diciembre de 1925-4 de agosto de 2010) fue un intelectual, académico, empresario y político liberal de Guatemala. Fue ingeniero mecánico y el fundador del Centro de Estudios Económico-Sociales (CEES), de la Universidad Francisco Marroquín (UFM) y de instituciones dedicadas a la difusión del liberalismo clásico. También conocido como El Muso. Durante los últimos años de su vida promovió una reforma parcial a la Constitución de Guatemala a través de la Asociación Cívica ProReforma. El objetivo era fortalecer el Estado de derecho y el respeto a los derechos individuales en el país. En vida fue considerado uno de los más influyentes liberales de América Latina. Falleció a la edad de 84 años de cáncer pulmonar.

## Infancia y juventud
Manuel Ayau nació en la ciudad de Guatemala el 27 de diciembre de 1925. Fue el único varón de los cinco hijos del matrimonio formado por los empresarios Manuel Silvestre Ayau Samayoa y María Cristina Cordón. La familia de su padre era originaria de la región de Limusín, Francia, y durante el siglo XIX varios de sus miembros emigraron a América, asentándose unos en Estados Unidos y otros en Guatemala.
Ayau padre vivió en Estados Unidos desde muy joven. Su padre (abuelo del biografiado) fue obligado a dejar Guatemala por razones políticas durante el gobierno del licenciado Manuel Estrada Cabrera. Al finalizar la Primera Guerra Mundial, regresó a Guatemala para dirigir los negocios familiares, los cuales fueron dañados por el terremoto de 1917. 
Fue durante su infancia que a Ayau lo apodaron Muso, ya que el embajador italiano en Guatemala durante la época de Benito Mussolini, y amigo de su padre, le regaló un traje de fascista, con el cual lo disfrazaron.
Uno de los deseos de Manuel padre era que todos sus hijos fueran educados en Estados Unidos para que hablaran inglés fluido y se familiarizaran con el estilo de vida americano. Aunque él falleció cuando Manuel hijo apenas tenía cinco años, María Cristina cumplió sus deseos y se fue a vivir con sus cinco hijos a Estados Unidos.
Ayau estudió parte de la secundaria en una escuela católica en Belmont, California. En 1943 se mudó a Canadá y se graduó de la Upper Canada College. Ingresó a la Universidad de Toronto donde estudió un año ingeniería química y otro ingeniería civil. Mientras estudiaba en ese país prestó servicio militar en el Royal Canadian Army Officers Training Corps y en el Royal Canadian Air Force Officers Training Corps.
En estos años Ayau tuvo su primer contacto con las ideas de la libertad. “Estando en el Canadá, yo leí algunos libros de Ayn Rand y ahí agarré un gran amor por la libertad, como una exigencia de mi derecho”, comentó en una entrevista con el periodista Carlos Alberto Montaner. 
En 1945 regresó a Guatemala y trabajó como dibujante estructural con la Architectural Design Office for Central America y en la construcción del Hospital Roosevelt como asistente de supervisión de construcción. Regresó a Estados Unidos en 1948 e ingresó a la Louisiana State University, donde se graduó de Ingeniero Mecánico en 1950. Años más tarde esa casa de estudios lo honraría nombrándolo Alumno Distinguido.
En sus años como estudiante universitario, Ayau aprovechaba las vacaciones de verano para trabajar. En Canadá fue empleado del Servicio Forestal, de una fábrica como operario de máquinas cortadoras de engranajes, realizó trabajos de topografía y fue mozo en cosechas de cultivo de productos agrícolas. Fue así como se familiarizó con la cultura del trabajo, la cual sembró en él una idea que sería esencial a lo largo de su vida: conseguir un trabajo no era difícil, si uno era responsable y con deseos de trabajar.
El 5 de junio de 1948 contrajo matrimonio con Olga García y juntos tuvieron y educaron a seis hijos.

## Fundación del Centro de Estudios Económico-Sociales (CEES)
A inicios de los años cincuenta Manuel y Olga regresaron a Guatemala. El joven ingeniero empezó a buscar trabajo para sostener a su creciente familia, pero la realidad del país le imprimió una experiencia distinta a la que vivió en Estados Unidos. Guatemala era un país pobre y Ayau no encontraba empleo fácilmente. Estas razones lo llevaron a cuestionarse sobre las causas de la pobreza y pronto empezó a buscar respuestas. Sin embargo, las explicaciones de los economistas de moda en aquellas épocas no le satisfacían. 
Ayau no se encontraba solo en su búsqueda. Le acompañaban varios amigos con los que se reunía periódicamente para hablar sobre la pobreza y sus posibles soluciones. Para 1958, Ayau y su amigo Ernesto Rodríguez Briones, decidieron fundar el Centro de Estudios Económico-Sociales (CEES). 
El Centro había iniciado sin un rumbo definido, pero en 1959 el panorama cambió. Rodríguez Briones viajó a México por asuntos de negocios y allí conoció a Agustín Navarro y a otros liberales del Instituto de Investigaciones Económicas y Sociales. Uno de ellos le entregó un folleto escrito por el economista de la Escuela austriaca, Ludwig von Mises, sobre los mercados laborales, que hacía una relación entre la inflexibilidad laboral y la falta de progreso. A su regreso, Rodríguez le mostró el escrito a Ayau, quien lo leyó y quedó totalmente convencido de que había encontrado una primera respuesta a sus interrogantes.
El 18 de noviembre de 1959 se fundó oficialmente el CEES, convirtiéndose en uno de los think tanks pioneros del liberalismo de la tradición insular, o libertarismo, en América Latina. Sus fundadores fueron Antonio Aycinena, Manuel Ayau, Ernesto Rodríguez Briones, Imrich Fischmann, Enrique Matheu, Enrique García Salas y Alejandro Arenales Catalán.
Si bien la palabra liberalismo tiene varias connotaciones, el CEES (y luego la Universidad Francisco Marroquín) se fundó para diseminar la filosofía liberal originaria de la ilustración escocesa que influenció a Inglaterra y Estados Unidos. Esta filosofía abogaba por un gobierno limitado y una economía de mercado. El liberalismo anglosajón se diferencia del liberalismo continental que se desarrolló en Francia y que luego emigró a América Latina, el cual no gozó de tanto éxito a la hora de proteger al individuo contra el poder arbitrario del gobierno. En Estados Unidos la palabra liberal también tiene un significado distinto al de la tradición anglosajona que defendió Ayau. En ese país,  liberal se refiere a los movimientos o partidos progresistas y de izquierda en oposición a los conservadores. 
Impulsado por una curiosidad intelectual innata, Ayau viajó a Estados Unidos para conocer en persona a la Foundation for Economic Education (FEE), organización que había publicado el ensayo de Mises que le había causado un profundo impacto. Ayau iba acompañado de su amigo, el empresario Ulysses Dent. Juntos participaron en uno de los seminarios de la FEE, en una época en la que era raro ver a extranjeros en ellos. Rápidamente se hicieron grandes amigos de sus miembros, quienes les dieron su apoyo moral e intelectual, apoyo que les sirvió de aliento para seguir adelante con su proyecto recién iniciado en Guatemala.
A su regreso a Guatemala, Ayau y Dent trajeron consigo una gran cantidad de libros y lecturas sobre el liberalismo clásico. Los miembros del CEES empezaron a estudiarlos en profundidad. Algunas de esas lecturas las tradujeron al español para publicarlas en forma de folletos a través del CEES. El primer libro que leyó el grupo fue Teoría e Historia, de Ludwig von Mises. Les tomó alrededor de un año terminarlo porque se reunían cada semana para discutir lo que habían leído y no pasaban una página del texto sin haberla entendido por completo.
Ayau, en Mis Memorias y mis comentarios sobre la fundación de la Universidad Francisco Marroquín y sus antecedentes , explica que la fructífera labor del CEES implicó mucho esfuerzo y tiempo para sus fundadores. Las traducciones que hacían obligaban a los miembros del CEES a estudiar. Todos ellos eran unos genuinos autodidactas en los temas que abordaban, y siempre sometían a correcciones y críticas todos los folletos que escribían a fin de hacerlos claros y de fácil comprensión. Los folletos se titularon Tópicos de actualidad y fueron distribuidos en toda América Latina.
Desde sus inicios el CEES invitó a Guatemala a renombrados intelectuales del liberalismo clásico tales como Ludwig Erhard, el padre del milagro económico alemán; Leonard Read, fundador de la FEE; Henry Hazlitt, economista y periodista; y Ludwig von Mises, entre otros. El centro también patrocinó varios seminarios, produjo un programa de radio semanal y programas de televisión sobre el liberalismo.
El CEES se fundó en una época severamente adversa al liberalismo. Pocos años atrás Guatemala había tenido una aproximación hacia el socialismo durante los gobiernos del doctor Juan José Arévalo y del coronel Jacobo Arbenz. Este último inició una reforma agraria dirigida principalmente contra los intereses de la United Fruit Company pero fue derrocado en 1954 por el Movimiento de Liberación Nacional capitaneado por el anticomunista coronel Carlos Castillo Armas, patrocinado por la United Fruit Company y dirigido por la Central de Inteligencia Americana —entonces a cargo de Allen Dulles, quien tenía fuertes vínculos con la compañía frutera estadounidense—. En América Latina, los políticos en general, tanto de izquierda como de derecha, eran afines al intervencionismo económico, especialmente de la compañía frutera estadounidense. Florecieron el desarrollismo, la sustitución de importaciones a través de la protección arancelaria y la idea de justicia social. La Guerra Fría estaba en pleno desarrollo, el McCarthismo se dejaba sentir en los Estados Unidos, Fidel Castro y su revolución habían triunfado en Cuba y una serie de gobiernos militares se empezarían a instalar a lo largo de América Latina como respuesta a la aparición de guerrillas marxistas. Los países desarrollados como Estados Unidos, cuya riqueza fue obra de la tradición liberal de los siglos xviii y xix, y de su apoyo a empresas transnacionales como la frutera, se encontraban ahora inspirados por el Keynesianismo. 
El gobierno de Arbenz y la victoria de Castro tuvieron un gran impacto en los fundadores del CEES. La popularidad del comunismo se acrecentaba alrededor del mundo, principalmente en países subdesarrollados y los miembros del CEES estaban convencidos de que esta tendencia tenía que ser detenida. Consideraron que la mejor manera era por medio de una crítica racional a la misma y con explicaciones sobre la economía de mercado. Los folletos del CEES retaban a los socialistas y a las teorías keynesianas. Cuestionaban la política intervencionista del pleno empleo y su impacto en la disminución de los niveles de los salarios. Señalaron las causas y los efectos de la inflación y se oponían a la manipulación de la emisión de la moneda.

## Fundación de la Universidad Francisco Marroquín
La situación de la educación universitaria preocupaba a Ayau desde mucho antes de fundar la Universidad Francisco Marroquín. En los años cincuenta escribió un pronunciamiento (nunca publicado) que proponía una reforma constitucional que permitiera la creación de universidades privadas.
El monopolio estatal sobre la educación superior en Guatemala finalmente fue eliminado. Se establecieron cuatro universidades privadas en el país a partir de 1961, pero Ayau continuaba insatisfecho. Consideraba que el rumbo que éstas habían tomado en los temas sociales y económicos estaba equivocado. El deseo de Ayau era diseminar la filosofía liberal entre los guatemaltecos, principalmente los fundamentos jurídicos de una sociedad de personas libres y responsables y de la economía de mercado, temas que ninguna de las universidades trataba.
La decisión de crear otra universidad privada en Guatemala nació del CEES como respuesta directa al impacto que el socialismo tuvo sobre la academia. Por irónico que parezca, la Sociedad Fabiana, fundada para introducir reformas socialistas en Inglaterra, fue un gran ejemplo para Ayau, pues comprendió que era necesario educar primero a la élite intelectual para lograr transformar un país. La estrategia de los fabianos era difundir las ideas desde arriba para que luego permearan en la población en general. 
Para finales de los sesenta el ambiente político e intelectual continuaba hostil en Guatemala. Las intervenciones económicas que recomendaba la Comisión Económica para América Latina y el Caribe (CEPAL) eran recibidas con entusiasmo por los gobernantes de la región, mientras que en Estados Unidos el keynesianismo seguía igual de popular que cuando el CEES fue fundado. Los políticos de la época, de izquierda como de derecha, compartían un acentuado sentimiento de nacionalismo económico. En Guatemala, el ejército y los grupos empresariales, como las guerrillas de izquierda, no eran tolerantes a las ideas de mercados libres y de un gobierno limitado.
El liberalismo no era bienvenido en Guatemala y los miembros del CEES eran calificados de radicales. Sin embargo, contaban con un elemento a su favor para crear una nueva universidad: la simpatía del gobierno de Julio César Méndez Montenegro. La Universidad de San Carlos de Guatemala, y en especial la Universidad Rafael Landívar, se opusieron a la fundación de la UFM, pero luego de las audiencias que Ayau sostuvo ante el Consejo Superior Universitario de Guatemala obtuvieron el Acuerdo de Aprobación, el cual fue emitido el 12 de agosto de 1971. 
La Universidad inició su primer calendario académico el 15 de enero de 1972. La postura de UFM fue objeto de muchas críticas, pero Ayau se mostró en todo momento incólume. “Justificábamos nuestra existencia precisamente en que no estábamos de acuerdo en la forma como los que estaban en la academia dirigían las instituciones existentes”, escribió en sus memorias. La nueva universidad, cuya misión sería difundir los principios jurídicos, económicos y éticos de una sociedad de personas libres y responsables, tomó su nombre del primer obispo de Guatemala, Francisco Marroquín. El religioso tuvo dos principios rectores a lo largo de su vida: el respeto por la persona y la importancia de la educación, principios que compartían los fundadores de la nueva casa de estudios.
Ayau fue el primer rector de la UFM, pero no el primero que se tuvo en mente. Varios académicos recibieron la oferta, sin embargo la rechazaron. No fue sino hasta que los demás fundadores y amigos le exhortaron a tomar la dirección de la universidad que él accedió. Ayau también sabía que el rector de la UFM debía ser un promotor y organizador fiel a los principios sobre los cuales se había fundado.
El 8 de julio de 1988, luego de 16 años en el cargo, Ayau dejó la rectoría. Era consciente de que la institucionalización de la UFM, y su permanencia a través del tiempo, solo podía lograrse si delegaba su dirección a las generaciones venideras. El elegido para continuar el trabajo fue el economista Fernando Monterroso, uno de los primeros egresados de la Universidad y actual profesor del curso Proceso Económico I, II y III para las facultades de Derecho y EPRI. El Comité de Fiduciarios de la UFM luego nombró a Ayau Rector Emeritus a perpetuidad.
La casa de la libertad, como popularmente se conoce a la UFM, debe su existencia en gran parte a la Mont Pelerin Society. El contacto que Ayau y otros fundadores de la UFM tuvieron con varios de sus miembros los hizo más conscientes de la crisis intelectual que atravesaban las universidades alrededor del mundo. Ayau, además, había sido testigo de la decadencia en la que se encontraban prestigiosas universidades como Stanford y Harvard.
Aun cuando la UFM es una universidad joven, su prestigio como una institución defensora del liberalismo es reconocido mundialmente. "En pocos años, la Francisco Marroquín se ha convertido en magneto y catalizador cosmopolita de los talentos más diversos y en punto de peregrinaje internacional para los hombres y mujeres cultos que cuidan de su autonomía personal",
afirmó el profesor Armando de la Torre. Prueba de ello son las grandes luminarias del liberalismo que han visitado Guatemala por invitación de la UFM, entre ellos los Premio Nobel Friedrich Hayek, Milton Friedman, James M. Buchanan, Vernon Smith, Muhammad Yunus y Mario Vargas Llosa, los periodistas John Stossel y Carlos Alberto Montaner y los economistas Henry Hazlitt, Israel Kirzner, Jesús Huerta de Soto y Armen Alchain. El propio Milton Friedman describió a la UFM como una de las universidades más influyentes de América Latina y destacó su rol en la promoción de la economía de mercado.

## Vida empresarial
A lo largo de su vida Ayau fue un empresario nato, pero no encontró el éxito en cada aventura que inició. «A mis alumnos les decía que si quieren ver a una persona que ha fracasado muchas veces lo tienen enfrente», comentaba en alusión a algunas de sus desventuras empresariales.
A su regreso a Guatemala en 1950 Ayau trabajó nuevamente en la construcción del Hospital Roosevelt, en esta ocasión en calidad de ingeniero mecánico. Entre 1951 y 1952 se dedicó con relativo éxito a la siembra de algodón y arroz en la costa sur del país, entre los puertos de Champerico y Ocós. De 1952 a 1954 fue contratista en el departamento (provincia) de Izabal para una industria de la madera y trabajó como asistente del ingeniero encargado de la construcción del puerto Matías Gálvez.
A partir de 1956 trabajó como gerente general de la empresa de gases industriales de su madre, puesto en el que duraría 40 años. Su último éxito como empresario lo materializó como dueño de una empresa dedicada a la fabricación de pisos cerámicos y azulejos. 
Ayau fue miembro de la junta directiva del Club Rotario de Guatemala (1960-1961), del Centro de Fomento de la Productividad (1960-1963) y de IBM Latinoamérica. Fue director de dos bancos comerciales de Guatemala, vicepresidente de la Cámara de Comercio e Industria (1956-1957) y del Instituto de Electrificación (1960-1963). También fundó, como institución privada, la Bolsa de Valores Nacional, la primera en Guatemala. 
Lo que predicaba en la academia lo practicaba en sus empresas. El extinto periódico El Imparcial publicó el 23 de septiembre de 1968 una noticia sobre Ayau solicitando al gobierno la liberalización de un mercado en el que él competía:
«Por primera vez en la historia comercial e industrial de Centro América, se ha solicitado al ministerio de economía la rebaja de los aranceles de determinados artículos, a efecto de poder competir con calidad y bajo precio, y no obligar a los consumidores a obtener artículos nacionales a base de altos aforos a los importados. La gestión en referencia fue hecha hoy por el ingeniero Manuel Ayau, en representación de su Industria Electrodos de Guatemala.»

## Paladín del liberalismo
El esfuerzo de Ayau en la promoción del liberalismo fue más allá de las fronteras de Guatemala. La columnista de The Wall Street Journal, Mary Anastasia O’Grady, llegó a describirlo como “el abanderado de la libertad más influyente de América Latina en la segunda mitad del siglo XX”.
Su trabajo como paladín de la filosofía liberal no se restringió al CEES y la UFM. Tras años de una fuerte amistad intelectual, Friedrich Hayek nombró a Ayau presidente de la Mont Pelerin Society para el período 1978-1980, sociedad fundada por el pensador de la Escuela Austriaca que desde 1947 reúne a intelectuales del liberalismo clásico. 
También fue fiduciario de la Foundation for Economic Education, de la cual recibió el Founders Award. Desde 1987 fue miembro de la junta directiva de Liberty Fund, Inc. Fue galardonado con el Premio Adam Smith de la Association of Private Enterprise Education (APEE) en 2005 y el Premio Juan de Mariana del Instituto Juan de Mariana (Madrid) en 2008. En 2006 fue incluido en la galería de Freedom Champions del Atlas Economic Research Foundation, en 2008 fue nombrado Profesor Honorario por la Universidad Peruana de Ciencias Aplicadas y en 2009 fue elegido como Miembro Distinguido de la Philadeplhia Society, a la que pertenecía desde hace tiempo. También recibió el grado honorífico de Doctor en Letras Humanistas por Hillsdale College y Doctor en Derecho por la Northwood University.
Ayau fue autor de distintos libros sobre economía. Con el deseo de diseminar los principios de la economía liberal, Ayau los escribió pensando en el lector en general y no en los economistas profesionales o estudiosos del comercio internacional. En sus obras nunca se cansó de hacer énfasis en que la prosperidad de un país se fundamenta en el respeto a los derechos individuales y no sobre recetas económicas, y que en una economía de mercado los consumidores mandan y los empresarios deben adecuar sus decisiones para satisfacer sus exigencias, de lo contrario perecerán.
Durante varios años Ayau publicó una columna semanal (alrededor de dos mil) en distintos periódicos de Guatemala como El Imparcial, La Hora y Prensa Libre, y escribió para diarios y revistas internacionales, entre ellas The Wall Street Journal y The Freeman de Estados Unidos, El Heraldo de México y La Prensa de Argentina. En el CEES escribió más de 900 Tópicos de Actualidad. Impartió una gran cantidad conferencias sobre los fundamentos de una sociedad libre en Estados Unidos, México, Perú, Ecuador, Argentina, España, entre otros países, y apareció en debates internacionales como The Advocates y Firing Line, en Estados Unidos.
Ayau también tuvo contacto con prominentes liberales en el ámbito político. En 1979 conoció a quien estaba por convertirse en el cuadragésimo presidente de Estados Unidos, Ronald Reagan. Este describió a Ayau como “una de las pocas personas en las altas esferas políticas que entienden lo que sucede en América Latina”. También conoció a la ex primera ministra del Reino Unido, Margaret Thatcher, quien le comentó que el legado de Inglaterra al mundo fue el régimen de derecho.

## Carrera política
Tras presentarse como candidato por el Movimiento de Liberación Nacional (MLN), Ayau fue elegido diputado al Congreso de la República por el departamento (provincia) de Alta Verapaz para el período 1970-1974. Ayau era miembro de la bancada oficial del gobierno del General Carlos Arana Osorio pero no estaba de acuerdo con el rumbo de las políticas que éste estaba tomando. Manuel Ayau (discípulo de Hayek y presidente de la Sociedad Mont Pelerin en 1978-1980). En momentos en que Ayau creaba esta universidad simultáneamente era diputado por el Movimiento de Liberación Nacional, agrupación de extrema derecha que servía de soporte al presidente Carlos Arana Osorio y en cuyo mandato abundaron los asesinatos políticos y las desapariciones forzadas (se estima que aproximadamente veinte mil opositores al régimen fueron asesinados o desaparecidos en Guatemala entre 1970 y 1974).
En lo concerniente a la economía, Arana se había decantado por la intervención en los mercados, práctica común en la mayoría de gobiernos de derecha en América Latina en aquellos años[cita requerida]. Ayau intentó materializar las ideas que con tanto ahínco había defendido hasta entonces. En una ocasión presentó al Congreso una propuesta de indemnización universal de los trabajadores para flexibilizar el mercado laboral, ya que las leyes laborales de Guatemala obligan al patrono a pagar una indemnización por tiempo servido al trabajador solo en caso de que se incurra en un despido injustificado (por causas no imputables al trabajador); si el trabajador renuncia, no recibe nada. La rigidez en la rotación de trabajadores que esto provoca tiene como consecuencia una economía menos próspera.[cita requerida]
Aun cuando la iniciativa de Ayau apuntaba a mejorar la economía del país, fue atacada por grupos de izquierda y de derecha. Los sindicatos la consideraban una amenaza a su fuente de conflictividad social: la lucha de clases. Por otra parte, los empresarios creían que los podía poner en dificultades.
Se opuso a la existencia de la indemnización por despido injustificado:
“Un análisis sereno y no ideológico de esta interferencia nos hace ver que la indemnización tiene varios efectos no intencionales y antieconómicos. Por un lado, disminuye el poder de negociación del trabajador el simple hecho de que el patrono sepa que incurrirá en la pérdida de su pasivo contingente si se retira voluntariamente (…) Como cualquier aumento de salario implica un aumento al pasivo contingente, resulta der un poderoso disuasivo a aumentar salarios y así estimular al trabajador.”
Como diputado Ayau tuvo la oportunidad de comprobar personalmente que en los países comunistas los precios de los bienes se asignaban copiándolos de occidente, en ocasiones directamente de catálogos de ventas. [cita requerida]Durante una misión oficial a Hungría preguntó a un funcionario cómo determinaban el precio de la pimienta. Éste le respondió que se basaban en los precios del mercado internacional.
Para 1990 Ayau se presentó como candidato presidencial por el MLN, pero se retiró de la contienda tres meses antes de las elecciones para convertirse en el vicepresidenciable del candidato Jorge Carpio Nicolle para la Unión del Centro Nacional (UCN), partido que perdió las elecciones en segunda vuelta ante Jorge Serrano Elías, del Movimiento de Acción Solidaría (MAS).
Por lo general se ubica al MLN y a Ayau dentro de la derecha política, pero entre ambos existían fuertes características que los diferenciaban. A los dos los unía una actitud claramente anticomunista en una época (entre mediados de los años setenta y ochenta) en que la guerrilla tenía mucha presencia urbana en Guatemala, dedicándose a los secuestros y asesinatos.[cita requerida] Sin embargo, el MLN no tenía una ideología clara. Era un partido político de derecha, pero no liberal. Entre sus miembros había quienes compartían un pensamiento a favor de la libre empresa, pero la mayoría seguía la línea del desarrollismo económico y otros tenían una inclinación por el autoritarismo de corte franquista.

## Proyecto ProReforma
El último proyecto que inició Ayau consistió en una propuesta de reforma parcial a la Constitución Política de la República de Guatemala a través de la asociación cívica ProReforma, de la cual fue su presidente. 
En 2003, junto con otros guatemaltecos, Ayau empezó una discusión sobre las causas de la pobreza y violencia en Guatemala. El grupo determinó que era necesario cambiar el sistema político que rige la relación entre los ciudadanos y el gobierno y para ello se asignó a unos especialistas la redacción un proyecto de reforma a la Constitución con el fin de establecer un verdadero Estado de Derecho en el país. Para el 7 de junio de 2005, con un total de 45 fundadores, se suscribió el acta de constitución de la Asociación Civil ProReforma del Estado mediante una Constitución de Principios. 
El argumento de ProReforma era que la pobreza en Guatemala era el resultado de la falta de protección de los derechos individuales, a saber: seguridad para las personas, sus bienes y sus contratos. Su propuesta principal era reforzar e independizar el Organismo Judicial (poder judicial) y crear un congreso bicameral.
Desde un inicio el proyecto de ProReforma fue constantemente divulgado entre la sociedad guatemalteca. Se realizaron alrededor de 250 presentaciones, conferencias, discusiones, entrevistas, reportajes y apariciones en medios de comunicación. Ayau lideró la mayoría de éstas, aun cuando empezaba a sufrir quebrantos de salud debido al cáncer pulmonar que le habían diagnosticado.
El 27 de marzo de 2009 la propuesta fue presentada al Congreso de la República. Estaba respaldada por 73,103 firmas de ciudadanos guatemaltecos, lo que constituía alrededor de 14 veces más la cantidad requerida por la Constitución de Guatemala para una reforma por medio del Congreso (sin necesidad de convocar a una Asamblea Nacional Constituyente), que culminaría con su ratificación de parte de los ciudadanos mediante una consulta popular.
Luego de más de 90 audiencias públicas convocadas por el Congreso con el objeto de conocer los distintos puntos de vista al respecto, la Comisión de Legislación y Puntos Constitucionales archivó el proyecto de ProReforma. Sin embargo, marcó un precedente en Guatemala porque fue la primera vez que un grupo de ciudadanos ejerció su derecho constitucional de proponer reformas a la Carta Magna.
El proyecto de ProReforma se inspiró en gran parte en la obra Derecho Legislación y Libertad, de Friedrich A. Hayek. Ayau y los demás fundadores se basaron en ese texto para proponer la creación de un congreso bicameral en el que el Senado se encargaría de la ley y estaría alejado de la política partidista, mientras que la Cámara de Diputados estaría a cargo de la legislación. La ley, según la Asociación, consistía en normas generales, abstractas, de conducta justa, aplicables a todos por igual y para un número indeterminado de casos futuros. Se refería a las normas que se encuentran generalmente en los códigos (civil, penal, de comercio) de los países que pertenecen a la tradición jurídica romano-germánica. La Cámara de Diputados, por su parte, sería un órgano esencialmente político y se encargaría de la legislación ordinaria, es decir, del manejo del gobierno, el presupuesto y otra legislación concerniente a los intereses de sus electores.

## Reformas institucionales en Guatemala
Ayau promovió varias reformas en Guatemala a favor de los derechos individuales. Logró que en los años ochenta el Banco de Guatemala (banco central) abandonara las tasas de cambio fijas. En 1993, a través de una reforma constitucional, se prohibió que dicha institución hiciera préstamos al gobierno y para 2001, gracias a sus esfuerzos, se reconoció el derecho de los ciudadanos a utilizar cualquier moneda dentro del país y a poder intercambiar con oro.
Ayau también colaboró para que los agentes de aduanas ya no registraran el equipaje de las personas en el Aeropuerto Internacional la Aurora. Éste fue un interés que surgió tras la visita de Ludwig von Mises a Guatemala en 1964 por invitación del CEES. Ayau lo fue a recibir al aeropuerto y estuvo a la par de él mientras un agente de aduanas revisaba su equipaje. Mises se volteó a Ayau y le comentó “Se están asegurando que no esté entrando ninguna riqueza a tu país”. Desde ese entonces, Ayau fue uno de los abogó porque ya no se revisara el equipaje. Tomó alrededor de tres décadas, pero al final las autoridades decidieron ya no realizar dicha inspección.

## Personalidad de Manuel Ayau
Luego de que se le diagnosticó cáncer de pulmón continuó promocionando ProReforma y entregó personalmente el proyecto con las firmas al Congreso de la República. Era un emprendedor en la academia, como en la iniciativa privada y el ejercicio público. Donald Boudreaux, antiguo presidente de la FEE, escribió que Ayau “posee una habilidad casi súper humana para lograr que las cosas se hagan, para hacer que buenas cosas pasen, para mover los asuntos para adelante”.
Ayau era un hombre al que le gustaba dialogar y discutir. Defendía con vehemencia sus ideas, pero era una persona que estaba dispuesta a escuchar a los demás. Era de mente abierta y cuando alguien tenía una mejor idea que él, lo aceptaba. Prefería convencer a las personas con paciencia en vez de confrontarlas y siempre creía que los que pensaban diferente a él eran bienintencionados. En su trabajo en el CEES y en la UFM, nunca menospreció lo que otros tenían que demostrar. 
Sus amigos y conocidos concuerdan en que era una persona de mente ágil. Si algo lo distinguía era su facilidad para transmitir ideas y conceptos difíciles de una manera clara. Pero no solo en la enseñanza fue singular, sino también en el aprendizaje, ya que en el campo de las ciencias sociales fue un verdadero autodidacta. 
Desde joven mostró un espíritu activo y competitivo. Cuando cursaba la secundaria en Estados Unidos participó en varios deportes. Jugó al fútbol americano y básquetbol, pese a su corta estatura. De regreso a Guatemala, se aventuró a una serie de negocios. En unos no tuvo éxito, pero el fracaso nunca fue razón para darse por vencido. 
Ayau también fue conocido siempre por su buen sentido del humor. En todo momento se mostraba dispuesto a gastar una ingeniosa broma. En 2001 Lawrence Harrison, de la Universidad de Harvard, lo describió como un “oligarca latinoamericano arquetípico de la extrema derecha”, en un documento que se estaba distribuyendo entre círculos diplomáticos por la embajadora de Estados Unidos en Guatemala, Prudence Bushnell. El documento mostraba a Ayau como un enemigo de la democracia y el progreso. Ayau aprovechó el incidente y mandó a hacer tarjetas de presentación que decían, bajo su nombre, “Oligarca latinoamericano arquetípico de la extrema derecha”.

## Libros publicados
- Cómo mejorar el nivel de vida
- De Robinson Crusoe a Viernes
- Mis memorias y mis comentarios sobre la fundación de la Universidad Francisco Marroquín y sus antecedentes.
- La década perdida
- El proceso económico
- No tenemos que seguir siendo pobres para siempre
- Un juego que no suma cero (Not a Zero-Sum Game)
- La misa